# 珈潁
珈潁（英語：Karen Chan，1977年3月17日—），原名陳嘉穎，前香港亞洲電視女藝員，謝雪心的女兒。

## 簡歷
珈潁畢業於香港演藝學院戲劇學院表演系文憑課程；她首個擔任主持之節目是香港電台的電視節目《都市半日閒》，第一部參演之電視劇為《影城大亨》，及後演出多部重頭劇集包括《電視風雲》、《親子情未了》、《八號巴士站站情》以及《情陷夜中環》等，2009年8月正式離開亞洲電視。

## 軼聞
1985年其母親謝雪心響應世界宣明會賑濟埃塞俄比亞的「自我拯救」籌募活動，在泳池進行水中脫困挑戰，當時無綫電視節目《體育世界》播映了其挑戰過程，亦訪問了當時8歲、在場為母親打氣的陳嘉穎。

## 演出作品

### 電視劇（亞洲電視）

#### 2000年
- 影城大亨
- 電視風雲

#### 2001年
- 騷東坡
- 祖先開眼
- 非常好警

#### 2002年
- 親子情未了

#### 2003年
- 萬家燈火
- 女俠丁叮噹
- 暴風型警

#### 2004年
- 子是故人來
- 八號巴士站站情

#### 2005年
- 美麗傳說2星願
- 危險人物之省港梟雄

#### 2006年
- 廉政透視
- 情陷夜中環
- 香港奇案實錄之重裝悍匪
- 香港奇案實錄之魔鬼天使

#### 2008年
- 今日法庭
- 東邊西邊

### 主持節目（亞洲電視）

#### 2000年
- 騰飛在金秋

#### 2001年
- 尋找隱世醫術
- 駕駛生活新空間
- 五十二週年國慶
- 十大電視廣告頒獎典禮（2001-2005）

#### 2002年
- 威馬工展迎新禧
- 下午麼麼茶（2002-2004）

#### 2003年
- 拍住時代走
- 529 星光薈萃賀台慶
- 心連心香港再起飛（直播主持）
- 下一站尖沙咀

#### 2004年
- 至In至潮中日韓
- 台灣溫泉之旅
- 奇妙旅程
- 大王駕到
- 傑志對AC米蘭（表演嘉賓）
- 亞姐親善之旅日本行
- 黃霑博士追思會（現場主持）

#### 2005年
- 百萬富翁之新春藝員過肥年
- 開心假期泰好玩（第1、2、7集）
- 大遊俠
- 曼聯亞洲之旅–鹿島鹿角對曼聯

#### 2006年
- 夏日活力天下遊
- 走進百姓家
- 從香港出發（福建）
- 迪士尼狂歡倒數除夕夜（直播主持）

#### 2007年
- 豬事八卦蘇民峰
- 梨園戲寶慶元宵
- 亞視娛樂一週
- 美食之最大賞
- 亞洲大地任我行
- 回歸十周年系列活動

#### 2008年
- 今日法庭
- 師奶我最大

### 主持新聞資訊節目（亞洲電視）
- 2003年-2008年：群星情報站
- 2004年：新聞故事 歌后梅艷芳
- 2004年：送別．梅艷芳
- 2006年：亞洲新視野
- 2007年：台海和平與戰爭
- 2008年：四川大地震系列
- 2008年：血脈創造奇蹟
- 2008年：奧運--五環傳奇

### 電視劇（香港電台）
- 2003年：賭海迷徒
- 2004年：春風伴我行
- 2005年：積金創未來
- 2007年：一家人
- 2007年：非常平等任務
- 2009年：非常平等任務2009
- 2011年：非常平等任務

### 電影
- 2009年：復仇 飾 蟒蛇妻

### 擔任司儀（節目及活動）
- 2004年：佛指舍利祈福大會開幕典禮
- 2004年：佛指舍利普照香江
- 2004年：金猴賀歲迎新春
- 2005年：亞洲電視節目巡禮
- 2005年：粵港一家親
- 2005年：粵港奧四洲盃粵曲大賽
- 2006年：祥祥狗狗賀新禧
- 2007年：豬年吉祥賀新春
- 2007年：中國電影展 2007 開幕典禮
- 2008年：第四屆中國動漫節
- 2008年：中藝融和珍寶精品展開幕禮
- 2008年：梵樂天人頌

### 廣告
- 美仙嬌沐浴露[2]

## 外部連結
- 亞洲電視藝員資訊 - 珈潁